# Айвазовське (Калінінградська область)
Айвазовське (рос. Айвазовское), до 1950 року — Траузен (нім. Trausen) — селище в Правдинському районі Калінінградської області Російської Федерації. Входить до складу Желєзнодорожного міського поселення.